# Municipio de Harmony (Minnesota)
El municipio de Harmony (en inglés: Harmony Township) es un municipio ubicado en el condado de Fillmore en el estado estadounidense de Minnesota. En el año 2010 tenía una población de 387 habitantes y una densidad poblacional de 4,29 personas por km².

## Geografía
El municipio de Harmony se encuentra ubicado en las coordenadas 43°32′37″N 92°1′49″O / 43.54361, -92.03028. Según la Oficina del Censo de los Estados Unidos, el municipio tiene una superficie total de 90.17 km², de la cual 90,16 km² corresponden a tierra firme y (0 %) 0 km² es agua.

## Demografía
Según el censo de 2010, había 387 personas residiendo en el municipio de Harmony. La densidad de población era de 4,29 hab./km². De los 387 habitantes, el municipio de Harmony estaba compuesto por el 99,48 % blancos, el 0,26 % eran asiáticos y el 0,26 % eran de una mezcla de razas. Del total de la población el 0,78 % eran hispanos o latinos de cualquier raza.